# Vechtovo
Vechtovo (bulgariska: Вехтово) är ett distrikt i Bulgarien.   Det ligger i kommunen Obsjtina Sjumen och regionen Sjumen, i den östra delen av landet, 300 km öster om huvudstaden Sofia.
I omgivningarna runt Vechtovo växer i huvudsak lövfällande lövskog. Runt Vechtovo är det ganska tätbefolkat, med 134 invånare per kvadratkilometer.